# Ministerstvo obrany Slovenské republiky

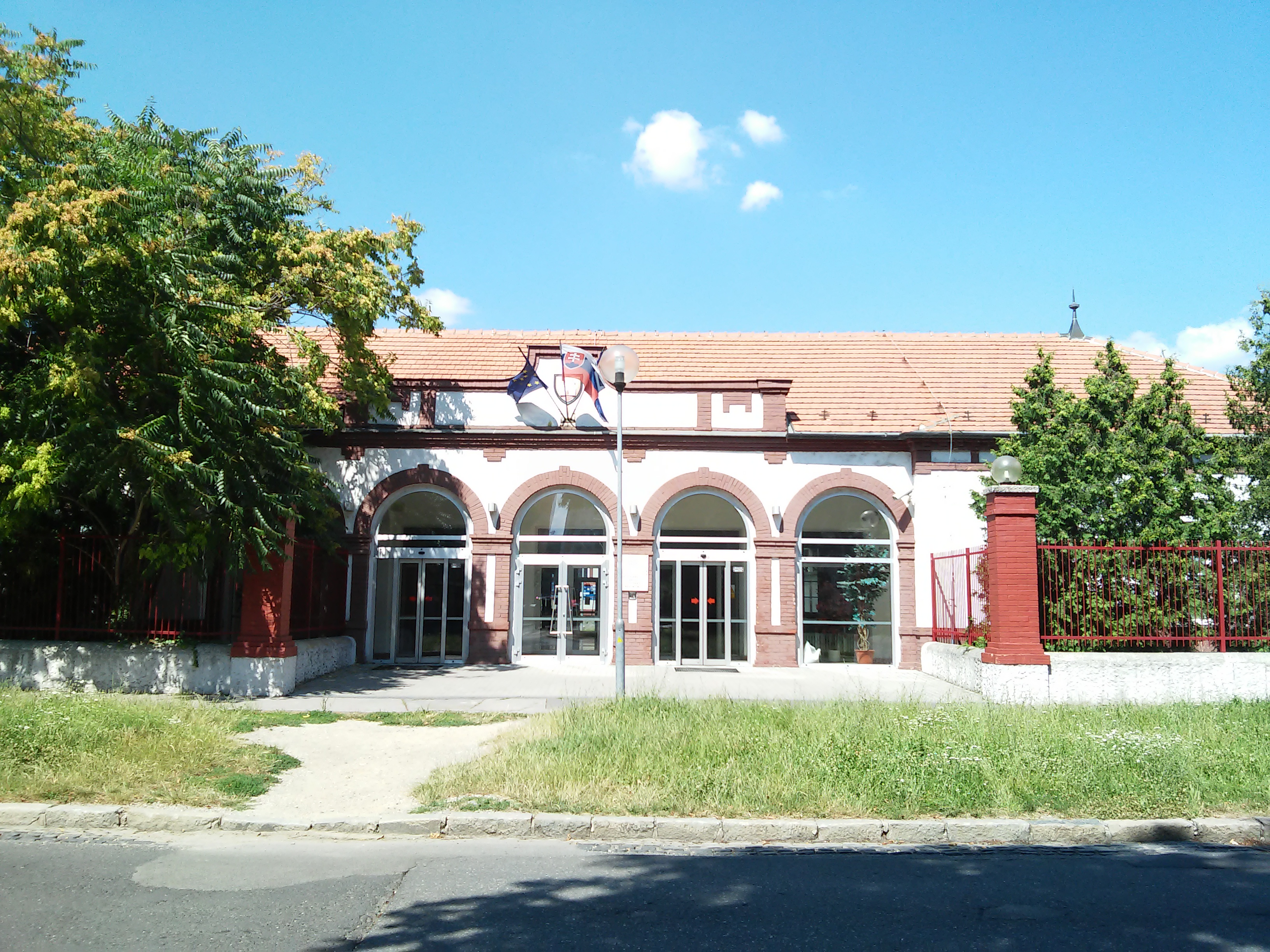
Sídlo ministerstva obrany

Ministerstvo obrany Slovenské republiky je jedno z ministerstev Slovenska.

## Působnost ministerstva
Ministerstvo obrany SR je ústředním orgánem státní správy Slovenské republiky pro:
1. Řízení a kontrolu obrany Slovenské republiky,
2. Výstavbu, řízení a kontrolu Ozbrojených sil Slovenské republiky,
3. Koordinaci činností a kontrolu orgánů státní správy, orgánů územní samosprávy a dalších právnických osob při přípravě na obranu Slovenské republiky,
4. Koordinaci obranného plánování,
5. Zabezpečení nedotknutelnosti vzdušného prostoru Slovenské republiky,
6. Koordinaci vojenského letového provozu s civilním letovým provozem,
7. Vojenské zpravodajství,
8. Civilní službu.

## Ministr obrany
Ministerstvo obrany řídí a za jeho činnost odpovídá ministr obrany, kterého jmenuje a odvolává prezident SR na návrh předsedy vlády SR.
Ministrem obrany je od 25. října 2023 Robert Kaliňák.

## Státní tajemník ministerstva obrany
Ministra obrany v době jeho nepřítomnosti zastupuje v rozsahu jeho práv a povinností státní tajemník. Ministr ho může pověřit i v jiných případech, aby ho zastupoval v rozsahu jeho práv a povinností. Státní tajemník má při zastupování ministra na jednání vlády poradní hlas. Státního tajemníka jmenuje a odvolává vláda na návrh ministra obrany.